# 13 mai en sport
13 avril 13 juin
Chronologies thématiques
- Croisades
- Ferroviaires
- Disney

Le 13 mai (133e jour de l'année ou 134e en cas d'année bissextile) en sport.

## Événements

### XIXesiècle
- 1868 :
  - (Cricket) : début de la tournée anglaise de la sélection australienne aborigène de cricket. Cette formation dispute pas moins de 47 matches au cours de cette tournée, remportant un bon tiers des parties[1].
- 1888 :
  - (Cricket /Football /Rugby à XV) : au Brésil, fondation du club sportif de São Paulo Athletic Club comme un club de cricket qui ensuite développera une section football et une de rugby à XV.

### XXesièclede1901à1950
- 1933 :
  - (Athlétisme) : l'américain Walter Marty établit un nouveau record du monde du saut en hauteur à 2.04 mètres.
- 1950 :
  - (Formule 1) : au premier Grand Prix de Formule 1, sur le circuit de Silverstone, en Angleterre, la course se termine par un triplé d'Alfa Romeo, l'italien Giuseppe Farina s'impose devant son compatriote Luigi Fagioli (2e) et l'Argentin Juan Manuel Fangio (3e).

### XXesièclede1951à2000
- 1956 :
  - (Sport automobile /Formule 1) : au Grand Prix automobile de Monaco, victoire du Britannique Stirling Moss sur une Maserati.
- 1961 :
  - (Football) : l'UA Sedan-Torcy remporte la Coupe de France en s'imposant 3-1 face au Nîmes Olympique.
- 1962 :
  - (Vitesse moto) : Sur le circuit de Charade à Clermont-Ferrand, Jim Redman (Rhodésie) remporte le Grand Prix de France moto dans la catégorie 250 cm3 sur une Honda RC162. Le Français Jean-Pierre Beltoise termine 5e à un tour du vainqueur.
- 1973 :
  - (Sport automobile /Rallye automobile) : arrivée du Rallye du Maroc et victoire du Français Bernard Darniche et de son copilote Alain Mahé.
- 1979 :
  - (Sport automobile /Formule 1) : au Grand Prix automobile de Belgique couru sur le circuit de Zolder, victoire du Sud-Africain Jody Scheckter sur une Ferrari.
- 1990 :
  - (Sport automobile /Formule 1) : au Grand Prix automobile de Saint-Marin qui se déroulait sur le circuit Enzo et Dino Ferrari, victoire de l'Italien Riccardo Patrese sur une Williams-Renault.

### XXIesiècle
- 2001 :
  - (Sport automobile /Formule 1) : au Grand Prix d'Autriche couru sur le circuit A1 Ring, victoire du Britannique David Coulthard sur une McLaren-Mercedes.
- 2007 :
  - (Football) : le RSC Anderlecht remporte son 29e titre champion de Belgique.
  - (Sport automobile /Formule 1) : à l'issue du Grand Prix d'Espagne, disputé sur le Circuit de Catalogne, quatrième épreuve de la saison 2007, c victoire du Brésilien Felipe Massa sur une Ferrari, le débutant britannique Lewis Hamilton sur McLaren termine sur le podium et prend la tête du championnat avec 30 points devant le double champion du monde Fernando Alonso (2e avec 28 points). À 22 ans, il devient le plus jeune pilote de l'histoire à mener le championnat.
- 2012 :
  - (Sport automobile /Formule 1) : Grand Prix d'Espagne, disputé sur le Circuit de Catalogne, victoire du Vénézuélien Pastor Maldonado sur une Williams-Renault.
  - (Football/Premier League) : Après une fin de match complètement folle face à QPR, Manchester City remporte son 3e titre de champion d'Angleterre après 1937 et 1968, grâce à un but de Sergio Agüero dans les arrêts de jeu (3-2).
- 2015 :
  - (Cyclisme sur route /Tour d'Italie) : Jan Polanc remporte la 5e étape du Giro. L'Espagnol Alberto Contador s'empare du maillot rose de leader.
- 2016 :
  - (Cyclisme sur route /Tour d'Italie) : sur la 7e étape du Tour d'Italie 2016, victoire de l'Allemand André Greipel et le Néerlandais Tom Dumoulin.
  - (Football /Ligue 2) : malgré sa défaite à Lens (0-1) et l'incroyable victoire du Havre (5-0), Metz valide sa montée en Ligue 1. L'Evian-TG, qui bat Nîmes (4-1) descend de son côté en National puisque Sochaux a dominé Clermont (2-0), sauvant sa place en L2.
  - (Rugby à XV /Challenge européen) : avec deux essais de Jesse Mogg, Montpellier bat les Harlequins en finale du Challenge européen (26-19).
- 2019 :
  - (Cyclisme sur route /Tour d'Italie) : sur la 3e étape du Tour d'Italie 2019 qui se déroule entre Vinci et Orbetello, sur une distance de 219 km, victoire du Colombien Fernando Gaviria. Le Slovène Primož Roglič conserve le maillot rose.
- 2021 :
  - (Cyclisme sur route /Tour d'Italie) : sur la 6e étape du Tour d'Italie qui se déroule entre les Grottes de Frasassi et Ascoli Piceno, sur une distance de 160 km, victoire du Suisse Gino Mäder après une échappée. Le Hongrois Attila Valter s'empare du Maillot rose.
  - (Natation sportive /Championnats d'Europe) : sur la 4e journée des championnats d'Europe de natation, au plongeon, chez les hommes, au tremplin à 3m synchronisé, victoire des Allemands Patrick Hausding et Lars Rüdiger puis chez les femmes, sur la plateforme à 10m, victoire de la Russe Anna Konanykhina. En natation artistique, en duo technique, victoire des Russes Svetlana Kolesnichenko et Svetlana Romashina puis en combiné, victoire des Ukrainiennes Vlada Chigireva, Marina Goliadkina, Veronika Kalinina, Svetlana Kolesnichenko, Polina Komar, Svetlana Romashina, Alla Shishkina et Maria Shurochkina. En nage en eau libre, sur le 10km, victoire chez les hommes de l'Italien Gregorio Paltrinieri et chez les femmes, c'est la Néerlandaise Sharon van Rouwendaal qui s'impose.
- 2022 :
  - (Hockey sur glace / Championnat du monde) : début de la 85e édition du championnat du monde qui se tient à Helsinki et à Tampere en Finlande.
  - (Basket-Ball / Championnat de France Pro B) : Le SLUC Nancy Basket s'impose 76-56 à domicile contre l'Elan Chalon lors de la 34e et dernière journée du Championnat de France Pro B et valide sa montée en Betclic Elite.

## Naissances

### XIXesiècle
- 1856 :
  - Tom O'Rourke, organisateur de combat de boxe américain. († 19 juin 1936).
- 1868 :
  - Sumner Paine, tireur au pistolet américain. Champion olympique du tir au pistolet à 50 m et médaillé d'argent au pistolet d'ordonnance à 25 m lors des Jeux olympiques d'été de 1896. († 18 avril 1904).
- 1877 :
  - Robert Hamilton, footballeur écossais. (11 sélections en équipe nationale). († mai 1948).
- 1880 :
  - Joseph Forshaw, athlète de fond américain. Médaillé de bronze du marathon aux Jeux de Londres 1908. († 26 novembre 1964).
- 1884 :
  - André Auffray, cycliste sur piste français. Champion olympique du tandem et médaillé de bronze du 5kilomètre aux jeux de Londres 1908. Médaillé d'argent de la vitesse amateur aux Mondiaux 1907. († 4 novembre 1953).
- 1886 :
  - Larry Gardner, joueur de baseball américain. († 11 mars 1976).
- 1887 :
  - Camille Fily, sur route français. († 11 mai 1918).
- 1898 :
  - André Audinet, athlète de demi-fond puis journaliste français. († 18 avril 1948).

### XXesièclede1901à1950
- 1906 :
  - Maurice Porra, joueur de rugby à XV puis à XIII et ensuite entraineur français. (1 sélection avec l'équipe de France de rugby à XV et 6 avec celle de rugby à XIII). († 2 septembre 1950).
- 1913 :
  - Theo Helfrich, pilote de courses automobile allemand. († 29 avril 1978).
- 1914 :
  - Joe Louis, boxeur américain. Champion du monde poids lourds de boxe de 1937 à 1948. († 12 avril 1981).
- 1927 :
  - Archie Scott Brown, pilote de courses automobile britannique. († 19 mai 1958).
- 1928 :
  - Washington Ortuño, footballeur uruguayen. Champion du monde de football 1950. († 15 septembre 1973).
- 1932 :
  - Miguel Arcanjo, footballeur portugais (5 sélections en équipe nationale).
- 1942 :
  - Jeffrey Astle, footballeur anglais. (5 sélections en équipe nationale). († 19 janvier 2002).
  - Pál Schmitt, épéiste, dirigeant sportif, diplomate et homme d'état hongrois. Champion olympique de l'épée par équipes aux Jeux de Mexico 1968 et aux Jeux de Munich 1972. Champion du monde d'escrime de l'épée par équipes 1970 et 1971. Membre puis président du COH depuis 1989. Député européen de 2004 à 2010 et député en 2010 puis élu président de la Hongrie de 2010 à 2012.
- 1946 :
  - Jean Rondeau, pilote de courses automobile d'endurance français. Vainqueur des 24 heures du Mans 1980. († 27 décembre 1985).

### XXesièclede1951à2000
- 1950 :
  - Bobby Valentine, joueur de baseball puis directeur sportif américain.
- 1956 :
  - Nerida Gregory, joueuse de tennis australienne.
- 1961 :
  - Dennis Rodman, basketteur américain.
- 1965 :
  - Georgette Nkoma, athlète de sprint sénégalaise. Championne d'Afrique d'athlétisme du 100 et 200 m 1996.
- 1968 :
  - Raphaël Dinelli, navigateur français.
- 1972 :
  - Stefaan Maene, nageur belge.
- 1973 :
  - Franck Dumoulin, tireur au pistolet à 10 et 50 mètres français. Champion olympique du pistolet à 10 mètres aux Jeux de Sydney 2000. Champion du monde de tir du pistolet à 10 m 1994 et 1998. Championnats d'Europe de tir du pistolet à 10 m par équipes 2006, champion d'Europe de tir au pistolet standard 25 m 2007 et champion d'Europe de tir du pistolet à 10 m individuel 2011.
- 1976 :
  - Trajan Langdon, basketteur américain.
- 1977 :
  - Sandra Le Dréan, basketteuse française. Championne d'Europe de basket-ball 2001. (214 sélections en équipe de France).
- 1978 :
  - Mike Bibby, basketteur américain. (10 sélections en équipe nationale).
  - Barry Zito, joueur de baseball américain.
- 1979 :
  - Vyacheslav Shevchuk, footballeur ukrainien. Vainqueur de la Coupe UEFA 2009. (38 sélections en équipe nationale).
- 1981 :
  - Fabiana Diniz, handballeuse brésilienne. Championne du monde de handball féminin 2013. Victorieuse de la Coupe d'Europe des vainqueurs de coupe 2013. (205 sélections en équipe nationale).
  - David López García, sur route espagnol.
- 1982 :
  - Amine Laâlou, athlète de demi-fond marocain.
  - Mika Vukona, basketteur néo-zélandais.
  - Maarten Wynants, sur route belge.
- 1983 :
  - Anita Görbicz, handballeuse hongroise. Victorieuse des Ligue des champions féminine 2013, 2014, 2017, 2018 et 2019. (224 sélections en équipe nationale).
  - Yaya Touré, footballeur ivoirien. Champion d'Afrique de football 2015. Vainqueur de la Ligue des champions 2009. (102 sélections en équipe nationale).
- 1985 :
  - Javier Balboa, footballeur équatoguinéen. (31 sélections en équipe nationale).
  - Andrew Bentley, joueur de rugby à XIII néo-zélandais et français. (9 sélections en équipe de France).
  - Jaroslav Halak, hockeyeur sur glace slovaque.
  - Gérson Magrão, footballeur brésilien.
- 1986 :
  - Ji Eun-hee, golfeuse sud-coréenne. Victorieuse de l'Us Open 2009.
- 1987 :
  - Marianne Vos, cycliste sur piste et sur route ainsi que cyclo-crosswoman néerlandaise. Championne olympique de la course aux points aux Jeux de Pékin 2008 puis championne olympique de la course en ligne aux Jeux de Londres 2012. Championne du monde de cyclisme sur piste de la course aux points 2008 et championne du monde de cyclisme sur piste du scratch 2011. Championne du monde de cyclisme sur route de la course en ligne 2006, 2012 et 2013. Championne du monde de cyclo-cross 2006, 2009, 2010, 2011, 2012, 2013 et 2014. Victorieuse des Tours d'Italie 2011, 2012 et 2014, du Tour de Norvège féminin 2018, des Flèche wallonne féminine 2007, 2008, 2009, 2011 et 2013 puis du Tour des Flandres féminin 2013.
- 1989 :
  - P.K. Subban, hockeyeur sur glace canadien. Champion olympique aux Jeux de Sotchi 2014.
- 1990 :
  - Ólafur Guðmundsson, handballeur islandais. (89 sélections en équipe nationale).
  - İlkan Karaman, basketteur turc. († 8 septembre 2024).
- 1991 :
  - Brianna Decker, hockeyeuse sur glace américaine. Médaillée d'argent aux Jeux de Sotchi 2014 puis championne olympique aux Jeux de Pyeongchang 2018. Championne du monde de hockey sur glace féminin 2011, 2013, 2015, 2016, 2017 et 2019.
  - Anders Fannemel, sauteur à ski norvégien. Champion du monde de ski nordique du saut à ski par équipes 2015. Champion du monde de vol à ski par équipes 2016.
  - Junior Messias, footballeur brésilien.
- 1992 :
  - Thievy Bifouma, footballeur franco-congolais. (29 sélections avec l'équipe du Congo).
  - Mark Stone, hockeyeur sur glace canadien. Champion du monde de hockey sur glace 2016.
- 1993 :
  - Stefan Kraft, sauteur à ski autrichien. Champion du monde de ski nordique du petit et du grand tremplin 2017.
  - Romelu Lukaku, footballeur belge. (76 sélections en équipe nationale).
  - Emma Meesseman, basketteuse belge. Médaillée d'or au Championnat d'Europe de basket-ball féminin 2023.
- 1994 :
  - Arthur Iturria, joueur de rugby à XV français. Vainqueur du Challenge européen 2019. (11 sélections en équipe de France).
  - Benjamin Sene, basketteur français.
- 1995 :
  - Yūki Koike, athlète de sprint japonais. Champion d'Asie d'athlétisme du 200 m 2018.
  - Ben Moore, basketteur américain.
- 1996 :
  - Montserrat Amédée, joueuse de rugby à XV et à sept française. (5 sélections avec l'équipe de France de rugby à XV).
- 1997 :
  - Alexander Schüller, bobeur allemand. Champion olympique du bob à quatre aux Jeux de Pékin 2022. Champion du monde de bob à quatre 2020, de bob à deux et à quatre 2021, du bob à quatre 2023, du bobo à deux et quatre 2024 puis du bob à deux 2025
- 1998 :
  - Anthony Jeanjean, courue de BMX français. Médaillé de bronze du freestyle aux Jeux de Paris 2024.
- 1999 :
  - Linoy Ashram, gymnaste de rythmique israélienne.

### XXIesiècle
- 2001 :
  - Mees Hilgers, footballeur indonésien.
  - Paul Komposch, footballeur autrichien.
- 2002 :
  - Zeidane Inoussa, footballeur suédois.
  - Diego López, footballeur espagnol.
  - Ollie Tanner, footballeur anglais.
- 2003 :
  - Javi Guerra, footballeur espagnol.
  - Jabari Smith Jr., basketteur américain.
- 2004 :
  - Juanma Herzog, footballeur espagnol.
  - Albert Labík, footballeur tchèque.
  - Barnabé Massa, joueur de rugby à XV français. Champion du monde junior de rugby à XV 2023.
- 2005 :
  - August Ljungberg, footballeur suédois.

## Décès

### XXesièclede1901à1950
- 1914 :
  - Tip Foster, 36 ans, footballeur et joueur cricket anglais. (8 sélections en test cricket). (° 16 avril 1878).
- 1928 :
  - Jean-Baptiste Dortignacq, 44 ans, cycliste sur route français. (° 25 avril 1884).

### XXesièclede1951à2000
- 1959 :
  - Don Smith, 71 ans, hockeyeur sur glace canadien. (° 4 juin 1887).
- 1960 :
  - Harry Schell, 38 ans, pilote de F1 américain. (° 29 juin 1921).
- 1994 :
  - Duncan Hamilton, 74 ans, pilote de F1 et de courses automobile d'endurance britannique. Vainqueur des 24 Heures du Mans 1953. (° 30 avril 1920).
- 1999 :
  - Gene Sarazen, 97 ans, golfeur américain. Vainqueur des US Open 1922 et 1932, des PGA Championship 1922, 1923 et 1933, du British Open 1932 et du Masters 1935. (° 27 février 1902).

### XXIesiècle
- 2001 :
  - Ray Straw, 67 ans, footballeur anglais. (° 22 mai 1933).
- 2002 :
  - Valeri Lobanovski, 63 ans, footballeur puis entraîneur soviétique puis ukrainien. (2 sélections avec l'équipe d'Union soviétique). (° 6 janvier 1939).
- 2011 :
  - Derek Boogaard, 28 ans, hockeyeur sur glace canadien. (° 23 juin 1982).
- 2012 :
  - Les Leston, 91 ans, pilote de courses automobile britannique. (° 16 décembre 1920).
- 2016 :
  - Alphonse Le Gall, 84 ans, footballeur français. (° 6 octobre 1931).